# Gubugsari
Gubugsari is een bestuurslaag in het regentschap Kendal van de provincie Midden-Java, Indonesië. Gubugsari telt 3656 inwoners (volkstelling 2010).